# Aure sur Mer
Aure sur Mer is een gemeente in het Franse departement Calvados (regio Normandië). De plaats maakt deel uit van het arrondissement Bayeux. Aure sur Mer is op 1 januari 2017 ontstaan door de fusie van de gemeenten Russy en Sainte-Honorine-des-Pertes.